# ジョン・トンプソン・プラッツ
ジョン・トンプソン・プラッツ（John Thompson Platts、1830年8月1日 - 1904年9月21日）は、イギリスの言語学者。収録語数10万語にもおよぶウルドゥー語（ヒンドゥスターニー語）の辞書(A dictionary of Urdu, classical Hindi, and English)で有名。

## 来歴
プラッツはカルカッタで生まれた。父親はロバート・プラッツ(Robert Platts)。父親が亡くなるとイギリスへ戻り、ベッドフォード(Bedford)で教育を受けたが、その後インドへ戻った。
1856年にラーホールでアリス・ジェーン・ケニヨン（1874年没）と結婚。彼女との間に3人の息子と4人の娘をもうけた。1858年にベナレス・カレッジ(Benares College)の数学教師を務め、翌年の1859年から中央州のサウゴール(Saugor)で2年間教鞭を執り、1861年からベナレス・カレッジの数学教授兼校長となった。1864年には北西州第2管轄区域学校監察官補佐、1868年中央州北管轄区域学校監察官を歴任したが、体調不良のため1872年3月17日に退職。
その後イギリスに戻り、イーリングに居を構えて、ヒンドゥスターニー語とペルシア語を教えていた。プラッツはこれら2つの言語を綿密に研究し、文法と語彙を完全に習得していたため、1880年6月2日にオックスフォード大学のペルシア語の教師として招かれた。1881年2月1日にベリオール・カレッジの入学許可を取得、同年6月21日に名誉文学修士号を授与、さらに1901年3月19日には勅令により文学修士の学位を授与された。1904年9月21日、ロンドンで急死。オックスフォード近郊のウォルバーコート墓地(Wolvercote Cemetery)に埋葬されている。

## 研究業績

### ウルドゥー語研究
A Dictionary of Urdu, Classical Hindi, and Englishは、植民地期における最高のウルドゥー語辞書であり

、現代に至るまでその価値は減じていない
。そのため、パキスタンやインドの出版社が同書を幾度となく復刻している。
プラッツはサンスクリット語やプラークリットだけでなく、アラビア語やペルシア語の知識を生かして辞書を編纂し、サンスクリット語やプラークリット由来の語はデーヴァナーガリー文字も併記し、その単語がどの言語から由来するのか、語源についても記載している。
本辞書はシカゴ大学により無料で検索することが可能となっている。これらのウルドゥー語学、ペルシア語学に関する業績があるにもかかわらず、プラッツの生涯に関する情報はほとんど残されていない。

## 著書
- A Grammar of the Hindustani Language (1861).
- A Companion to Wrigley's Collection of Examples: Being Illustrations of Mathmatical Processes and Methods of Solution.(1861)（数学の問題集）
- A Grammar of the Hindustani Language (1874).
- A Hindustani-English Dictionary (1881).
- A Dictionary of Urdu, Classical Hindi, and English (1884).
- A Grammar of the Persian Language, Part I: Accidence (1894).

### 翻訳
- 薔薇園 (1874).
- Ikhwanu-s-Safa (1875).（原文はアラビア語。イクラーム・アリーによるウルドゥー語訳からの重訳。）]
- The Baitāl Pachchīsī, or, The twenty-five tales of a sprite (1871)（Baitāl Pachchīsīの原文はサンスクリット語）。プラッツの翻訳はDuncan Forbesによるヒンディー語（ウルドゥー語）訳からの重訳）

- 果樹園 (1891).

### 改訂
- Forbes, Duncan. The Hindustani Manual Intended to Facilitate the Essential Attainments of Conversing with Fluency, and Composing with Accuracy, in the Most Useful of All Languages Spoken in Our Eastern Empire (1874)